# Pierre Coral
Pierre Coral est un moine et historien français du XIIIe siècle. Il fut l’abbé du monastère Saint-Martin de Limoges de 1247 à 1276, date à laquelle il devient l’abbé du monastère de Tulle jusqu’à sa mort. Il est inhumé à côté de l’autel de l’abbaye Saint-Martin.
Le père Pierre Coral est l’auteur d’une chronique en latin sur l’abbaye Saint-Martin de Limoges et d’un cartulaire aujourd’hui perdu, le Liber beate Marie. Il acquiert durant son abbatiat à Limoges la Chronique d’Adémar de Chabannes auprès d’un monastère voisin. Sa chronique débute avec la fondation de l’abbaye en 1012 par Monseigneur Hilduin, tout en faisant référence à un ancien monastère de la région, fondée au VIIe siècle par Saint-Éloi de Noyon. Cette chronique se poursuit jusqu’en 1275. Une partie de la chronique est cependant perdue, et survit seulement quatre manuscrits. Les trois premiers font partie de la Grande chronique de Limoges.